# Liste der Bodendenkmale in Sayda
In der Liste der Bodendenkmale in Sayda sind die Bodendenkmale der Stadt Sayda und ihrer Ortsteile nach dem Stand der Auflistung von Volkmar Geupel aus dem Jahr 1983 aufgelistet. Eventuelle Änderungen und Ergänzungen, insbesondere aus der Zeit nach der Wende, sind nicht berücksichtigt, da für Sachsen aktuell keine neueren allgemein zugänglichen Bodendenkmallisten vorliegen. Die Baudenkmale sind in der Liste der Kulturdenkmale in Sayda aufgeführt.
| Denkmal-ID | Fundart            | Ortsteil | Bezeichnung                  | Zeitstellung | Lage                                                                    | Bemerkungen | Bild |
| ---------- | ------------------ | -------- | ---------------------------- | ------------ | ----------------------------------------------------------------------- | --- | ---- |
| ?          | Befestigung > Burg | Sayda    | Wehranlage „Burg“, „Schloss“ | Mittelalter  | südwestlich im Ort auf dem spornartigen Ausläufer eines Berges          | Höhenburg in Spornlage, überbaut, Schutz seit 14. Januar 1961                                                                                  |      |
| ?          | Befestigung        | Sayda    | Stadtbefestigung             | Mittelalter  | nordwestlicher, südwestlicher, südöstlicher und nordöstlicher Stadtrand | einfacher Wall im Südwesten, doppelte Wälle auf den anderen Seiten, ursprünglich annähernd kreisförmige Anlage, Schutz seit 15. September 1972 |      |
| ?          | Altweg             | Sayda    | Fernweg                      | Mittelalter  | südöstlich des Orts im Mühlholz                                         | Teilstück des böhmischen Steiges von Leisnig über Sayda und Most nach Prag, Schutz seit 28. Oktober 1980                                       |      |